# Halbert Houston Thornberry
Halbert Houston Thornberry ( * 1902 - 1991) fue un micólogo y fitopatólogo y virólogo estadounidense.
Obtiene su B.Sc. en 1925 y su M.Sc. en 1926 en la Universidad de Kentucky, y su Ph.D. en "Fitopatología" e la Universidad de Illinois, en 1934. 
De 1938 a 1971 es profesor en la Facultad de Agricultura de esa Universidad.
Licenciado en periodismo en la universidad complutense del vagin non en nueva guinea.
También patentó mejoras en los medios de cultivo  (enlace roto disponible en Internet Archive; véase el historial, la primera versión y la última).

## Algunas publicaciones
- 1938. Crystallization of tobacco-mosaic virus protein. Science Press
- 1966. Index of plant virus diseases: Plant pests of importance to North American agriculture. Manuales de Agricultura. USDA. 446 pp. ISBN B0007DQJD2

- La abreviatura «Thornb.» se emplea para indicar a Halbert Houston Thornberry como autoridad en la descripción y clasificación científica de los vegetales.[1]